# Cienfuegosia lanceolata
Cienfuegosia lanceolata là một loài thực vật có hoa trong họ Cẩm quỳ. Loài này được (A.St.-Hil.) Krapov. mô tả khoa học đầu tiên năm 2003.